# Jean-Pierre Vidal
Jean-Pierre André Vidal (Saint-Jean-de-Maurienne, 24 de febrero de 1977) es un deportista francés que compitió en esquí alpino; campeón olímpico en Salt Lake City 2002. Es primo del esquiador Jean-Noël Augert.

## Trayectoria
Participó en dos Juegos Olímpicos de Invierno, entre los años 2002 y 2006, obteniendo una medalla de oro en Salt Lake City 2002, en la prueba de eslalon.
Ganó una medalla de bronce en el Campeonato Mundial de Esquí Alpino de 2005, en la prueba de equipo mixto. En la Copa del Mundo consiguió dos victorias y seis podios en total.
Se retiró de la competición en 2006, después de fracturarse el brazo mientras entrenaba antes de los Juegos Olímpicos de Turín 2006. Posteriormente, trabajó como promotor inmobiliario en las estaciones de esquí y dirigió un club de esquí en La Toussuire. También trabajó como comentador deportivo para la cadena francesa de Eurosport.

## Palmarés internacional
| Juegos Olímpicos   | Juegos Olímpicos                | Juegos Olímpicos  | Juegos Olímpicos |
| Año                | Lugar                           | Medalla           | Prueba           |
| ------------------ | ------------------------------- | ----------------- | ---------------- |
| 2002               | Salt Lake City (Estados Unidos) | Medalla de oro    | Eslalon          |
| Campeonato Mundial |                                 |                   |                  |
| Año                | Lugar                           | Medalla           | Prueba           |
| 2005               | Bormio (Italia)                 | Medalla de bronce | Equipo mixto     |